# Thọ Xương (phường)
Thọ Xương là một phường thuộc thành phố Bắc Giang, tỉnh Bắc Giang, Việt Nam.

## Địa lý
Phường Thọ Xương có vị trí địa lý:
- Phía đông giáp phường Xương Giang
- Phía tây giáp phường Song Mai
- Phía nam giáp các phường Dĩnh Kế, Ngô Quyền, Trần Phú
- Phía bắc giáp huyện Lạng Giang.

Phường Thọ Xương có diện tích 4,02 km², dân số năm 2023 là 18.176 người, mật độ dân số đạt 4.521 người/km².

## Lịch sử
Ngày 11 tháng 5 năm 1999, Chính phủ ban hành Nghị định số 33/1999/NĐ-CP (nghị định có hiệu lực từ ngày 1 tháng 7 năm 1999) về việc:
- Thành lập phường Thọ Xương thuộc thị xã Bắc Giang trên cơ sở 439 ha diện tích tự nhiên và 12.309 nhân khẩu của xã Thọ Xương.
- Thành lập xã Xương Giang thuộc thị xã Bắc Giang trên cơ sở 250 ha diện tích tự nhiên và 6.218 nhân khẩu còn lại của xã Thọ Xương.

Ngày 7 tháng 6 năm 2005, Chính phủ ban hành Nghị định số 75/2005/NĐ-CP về việc thành lập thành phố Bắc Giang thuộc tỉnh Bắc Giang. Khi đó, phường Thọ Xương trực thuộc thành phố Bắc Giang.